# فاطمه مقصودی
فاطمه مقصودی سیاستمدار ایرانی  و نماینده دوره یازدهم و دوازدهم  مجلس شورای اسلامی میباشد.
او در یازدهمین انتخابات مجلس شورای اسلامی که در ۲ اسفند ۱۳۹۸ برگزار شد، با کسب ۱۷ هزار و ۸۹۱ رای از مجموع ۸۲ هزار و ۱۳۸ رای، از حوزه انتخابیه بروجرد و اشترینان از استان لرستان انتخاب شد و به عنوان اولین نماینده زن از استان لرستان به مجلس راه یافت.

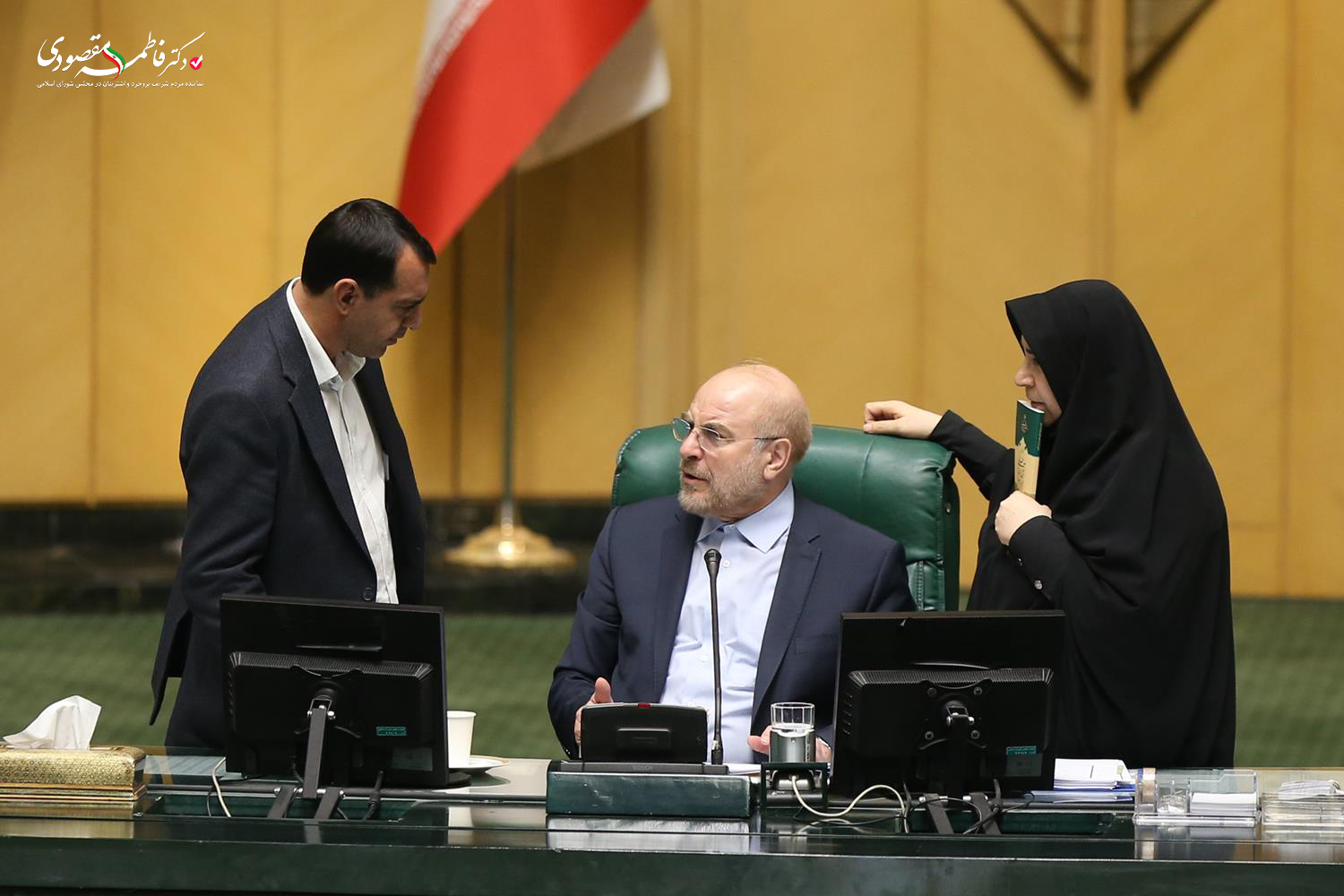
فاطمه مقصودی

مقصودی در انتخابات دوره دهم مجلس شورای اسلامی شهرستان بروجرد راهی دوره دوم شد.  عباس گودرزی، سید علاالدین بروجردی، هادی مقدسی و مقصودی راهی دوره دوم انتخابات شدند که در اردیبهشت ماه ۱۳۹۵  عباس گودرزی و  علاالدین بروجردی به عنوان منتخبان بروجرد راهی بهارستان شدند. مقصودی مجددا در انتخابات سال ۱۳۹۸ (دوره یازدهم) کاندیدا شد که در نهایت توانست به عنوان نفر دوم راهی بهارستان شود. همچنین در دوره دوازدهم مجلس شورای اسلامی نیز، به همراه عباس گودرزی مجددا منتخبان مردم بروجرد شدند.

## مسئولیت‌ها
- نماینده مردم بروجرد و اشترینان در مجلس یازدهم و دوازدهم شورای اسلامی
- رئیس فراکسیون «فرمانداری‌های ویژه کشور» مجلس یازدهم
- عضو هیئت رئیسه و دبیر اول کمیسیون امور داخلی کشور و شوراها مجلس یازدهم
- سخنگوی فراکسیون «جبهه مقاومت و آزادی قدس» مجلس یازدهم
- دبیر اول فراکسیون «امر به معروف و نهی از منکر» مجلس یازدهم
- دبیر اول «هیئت رئیسه فراکسیون زنان» مجلس یازدهم

- تنها نماینده زن لرستان